# Szermierka na Igrzyskach Śródziemnomorskich 1959
Zawody szermiercze na Igrzyskach Śródziemnomorskich 1959 odbyły się w październiku w Bejrucie.

## Tabela medalowa
| Poz. | Państwo                       |   |   |   | Razem: |
| ---- | ----------------------------- | - | - | - | ------ |
| 1    | Francja                       | 5 | 3 | 2 | 10     |
| 2    | Zjednoczona Republika Arabska | 1 | 1 | 1 | 3      |
| 2    | Hiszpania                     | 0 | 1 | 1 | 2      |
| 3    | Liban                         | 0 | 1 | 1 | 2      |
| 4    | Tunezja                       | 0 | 0 | 1 | 1      |
|      | Razem:                        | 6 | 6 | 6 | 18     |

## Wyniki
| Konkurencja      | Złoto:                    | Srebro:                       | Brąz:                         |
| Floret           | Mohamed Gamil El Kalioubi | Cazaban                       | Guy Barrabino                 |
| Szabla           | Jean-Ernest Ramez         | Jacques Roulot                | Robert Fraisse                |
| Szpada           | Jacques Guittet           | René Queyroux                 | Norbert Brami                 |
| Floret drużynowo | Francja                   | Zjednoczona Republika Arabska | Liban                         |
| Szabla drużynowo | Francja                   | Hiszpania                     | Zjednoczona Republika Arabska |
| Szpada drużynowo | Francja                   | Liban                         | Hiszpania                     |